# Copa Asobal 2010
La XXI edición de la Copa Asobal se celebró entre el 18 y el 19 de diciembre de 2010, en el Pabellón de As Travesas de Vigo.
En ella participaron los cuatro primeros equipos de la Liga ASOBAL 2009-10 (ya que el anfitrión no es de esta división), y fueron el Renovalia Ciudad Real, el FC Barcelona Borges, el Cuatro Rayas Valladolid y el Reale Ademar León.
Este campeonato se jugó con la fórmula de eliminación directa (a partido único en semifinales y final), y el emparejamiento de las semifinales se estableció por sorteo puro. El Renovalia Ciudad Real se proclamó campeón, consiguiendo su sexto título y obteniendo una plaza para disputar la Champions League.

## Eliminatorias
|  | Semifinales             | Semifinales             | Semifinales           |                       |                     | Final               | Final | Final |  |
|  |                         |                         |                       |                       |                     |                     |       |       |  |
|  |                         |                         |                       |                       |                     |                     |       |       |  |
|  | Reale Ademar León       | Reale Ademar León       | 26                    |                       |                     |                     |       |       |  |
|  | Reale Ademar León       | Reale Ademar León       | 26                    |                       |                     |                     |       |       |  |
|  | FC Barcelona Borges     | FC Barcelona Borges     | 29                    |                       |                     |                     |       |       |  |
|  | FC Barcelona Borges     | FC Barcelona Borges     | 29                    |                       | FC Barcelona Borges | FC Barcelona Borges | 31    |       |  |
|  |                         |                         |                       |                       | FC Barcelona Borges | FC Barcelona Borges | 31    |       |  |
|  |                         |                         | Renovalia Ciudad Real | Renovalia Ciudad Real | 34                  |                     |       |       |  |
|  | Renovalia Ciudad Real   | Renovalia Ciudad Real   | Renovalia Ciudad Real | Renovalia Ciudad Real | 34                  | 35                  |       |       |  |
|  | Renovalia Ciudad Real   | Renovalia Ciudad Real   |                       |                       |                     | 35                  |       |       |  |
|  | Cuatro Rayas Valladolid | Cuatro Rayas Valladolid | 29                    |                       |                     |                     |       |       |  |
|  | Cuatro Rayas Valladolid | Cuatro Rayas Valladolid | 29                    |                       |                     |                     |       |       |  |
|  |                         |                         |                       |                       |                     |                     |       |       |  |

| Castilla-La Mancha                       |
| Campeón Renovalia Ciudad Real 6.º título |